# Uddhoo
Uddhoo est une petite île inhabitée des Maldives. L'île est consacrée à l'agriculture. 

## Géographie
Uddhoo est située dans le centre des Maldives, au Nord-est de l'atoll Nilandhe Sud, dans la subdivision de Dhaalu. 